# Julius Caesar (album)
Julius Caesar è il terzo album in studio del musicista statunitense Smog, pubblicato nel 1993.

## Tracce
1. Strawberry Rash – 3:07
2. Your Wedding – 2:42
3. 37 Push Ups – 2:17
4. Stalled on the Tracks – 3:24
5. One Less Star – 2:59
6. Golden – 1:14
7. When You Walk – 3:05
8. I Am Star Wars! – 2:49
9. Connections – 2:10
10. When the Power Goes Out – 1:25
11. Chosen One – 3:12
12. What Kind of Angel – 3:25
13. Stick in the Mud – 5:02